# Yūji Koseki
Pour les articles homonymes, voir Koseki (homonymie).
Yūji Koseki (古関 裕而, Koseki Yūji) né le 11 août 1909 et mort le 18 août 1989 est un musicien et parolier japonais.

## Biographie
Yūji Koseki se fait connaitre à partir des années 1920 en composant des chants étudiants pour les universités de Waseda, de Keiō ou de Chūō à Tokyo, avant de composer l'hymne de l'équipe de baseball des Hanshin Tigers à Osaka.
Après guerre, il compose des musiques de film, notamment pour Momotaro, le divin soldat de la mer ou encore pour Mothra.

## Filmographie sélective
- 1939 : Les Soldats au combat de Fumio Kamei
- 1945 : Momotaro, le divin soldat de la mer de Mitsuyo Seo
- 1950 : Les Cloches de Nagasaki de Hideo Ōba
- 1953 : La Tour des lys de Tadashi Imai
- 1961 : Mothra d'Ishirō Honda
- 1962 : Chronique de mon vagabondage de Mikio Naruse

## Récompenses et distinctions
- 1969 : Médaille au ruban pourpre